# Grósz József
Grósz József (1883. november 15. – 1939. június 4.) válogatott labdarúgó, csatár, balszélső.

## Pályafutása

### Klubcsapatban
A BAK labdarúgója volt. Kitűnő technikával rendelkező, jól cselező, gyors szélső volt, akit lámpaláza többször megakadályozott abban, hogy teljes tudását nyújtsa.

### A válogatottban
1909-ben egy alkalommal szerepelt a válogatottban és egy gólt szerzett.

## Sikerei, díjai
- Magyar bajnokság
  - 4.: 1909–10, 1910–11

## Statisztika

### Mérkőzése a válogatottban
| Magyarország | Magyarország    | Magyarország               | Magyarország | Magyarország | Magyarország | Magyarország | Magyarország | Magyarország |
| #            | Dátum           | Helyszín                   | Hazai        | Eredmény     | Vendég       | Kiírás       | Gólok        | Esemény      |
| ------------ | --------------- | -------------------------- | ------------ | ------------ | ------------ | ------------ | ------------ | ------------ |
| 1.           | 1909. május 29. | Budapest, Millenáris-pálya | Magyarország | 2 – 4        | Anglia       | barátságos   | 1            | 72'          |
|              | Összesen        |                            |              | 1            | mérkőzés     |              | 1            | gól          |